# Rheotanytarsus minusculus
Rheotanytarsus minusculus är en tvåvingeart som beskrevs av Kyerematen, Saether och Andersen 2000. Rheotanytarsus minusculus ingår i släktet Rheotanytarsus och familjen fjädermyggor.
Artens utbredningsområde är Thailand. Inga underarter finns listade i Catalogue of Life.